# روبرت إدموند أومالي
روبرت إدموند أومالي (بالإنجليزية: Robert Edmund O'Malley)‏ هو رياضياتي أمريكي، ولد في 1939.